# Samsonileon fragmentatus
Samsonileon fragmentatus là một loài côn trùng trong họ Palaeoleontidae thuộc bộ Neuroptera. Loài này được Ponomarenko in Dobruskina et al. miêu tả năm 1997.